# 墨竹柳
墨竹柳（学名：Salix maizhokunggarensis）为杨柳科柳属的植物，为中国的特有植物。分布在中国大陆的西藏等地，生长于海拔4,200米的地区，常生长在山坡或路旁，目前尚未由人工引种栽培。